# Chitala
Chitala é um género de peixe da família Notopteridae.
O maior peixe do gênero (e também da família) é Chitala lopis, que cresce até um comprimento de 1,5 metros. Outras espécies conhecidas são o Clown Knifefish (C. chitala) e a Indochina knifefish (C. blanci).
Este género contém as seguintes espécies:
- Chitala blanci (d'Aubenton, 1965)
- Chitala borneensis (Bleeker, 1851)
- Chitala chitala (F. Hamilton, 1822)
- Chitala hypselonotus (Bleeker, 1852)
- Chitala lopis (Bleeker, 1851)
- Chitala ornata (J. E. Gray, 1831)